# Wilhelm Scheider
Wilhelm Leopold Scheider (ur. 16 listopada 1898 w Łaznowskiej Woli; zm. 19 sierpnia 1971) – polski działacz religijny, sługa oddziału Towarzystwa Strażnica w Polsce. Jako sprawujący nadzór nad działalnością Świadków Jehowy w Polsce był wieloletnim więźniem najpierw obozów hitlerowskich, a po II wojnie światowej więzień komunistycznych.

## Życiorys
Był synem Mikołaja i Anny. W roku 1916 ukończył seminarium pedagogiczne i podjął pracę jako nauczyciel w jednej ze szkół w gminie Ciosny. Z zawodu był nauczycielem, mieszkał na wsi pod Łodzią. 
Z wierzeniami Badaczy Pisma Świętego zapoznała go Emilia Mandowa, właścicielka okazałego sklepu obuwniczego na ul. Piotrkowskiej 108 w Łodzi. W 1920 roku dał się zachęcić koledze do przychodzenia na organizowane u niej zebrania Badaczy Pisma Świętego, jak wówczas nazywano Świadków Jehowy (zmiana nazwy od 1931 roku). By mieć ściślejszy kontakt z grupą osób studiujących Biblię, postarał się o przeniesienie do Łodzi. Wtedy też na stałe przyłączył się do tej społeczności religijnej. W połowie lat 20. XX wieku był przedstawicielem zboru Międzynarodowego Stowarzyszenia Badaczy Pisma Świętego Oddziału Łódź (zarejestrowana w województwie łódzkim przy ul. Orlej 3 w Łodzi).
W 1927 roku wydelegowany z niemieckiego oddziału Towarzystwa Strażnica Paul Balzereit zaproponował Scheiderowi nadzór nad działalnością Badaczy Pisma Świętego w Polsce, po Wacławie Narodowiczu. Scheider jednak skromnie zaproponował Edwarda Rüdigera, polskiego tłumacza „Złotego Wieku” (obecnie „Przebudźcie się!”), który następnie pełnił tę funkcję przez blisko rok.
Rok później, gdy na skutek trudności paszportowych dla obywateli Niemiec opiekę nad działalnością w Polsce przejęło środkowoeuropejskie biuro Towarzystwa Strażnica w Bernie w Szwajcarii, odwiedził Polskę jego przedstawiciel Martin Harbeck. Szukając ponownie kogoś, kto mógłby sprawować funkcję nadzorcy kraju, zwrócił się z tym zapytaniem do Wilhelma Scheidera. Tym razem przyjął on na siebie to zadanie, a członkiem zarządu krajowego pozostał aż do śmierci w roku 1971.
Kiedy w 1930 roku okazało się, że wynajmowane dotychczas w Warszawie przy ul. Nowy Zjazd 1 pomieszczenia, pełniące funkcję biura nie będą mogły już być wykorzystywane, postanowiono przenieść biuro do Łodzi. Stało się to możliwe dzięki pożyczce, jaką na ten cel zaciągnęła żona Wilhelma Scheidera, Amelia, od swojej przyrodniej siostry. W Łodzi przy ul. Rzgowskiej 24 biura Towarzystwa Strażnica mieściły się od końca 1932 roku. W 1931 roku był odpowiedzialny za wydawanie  „Złotego Wieku” na teren Polski.
W 1933 roku w Chojnicach odbył się proces, w którym Wilhelm Scheider pełnił rolę biegłego z ramienia Towarzystwa Strażnica. Miejscowa prokuratura oskarżyła pioniera Świadków Jehowy, Jana Śmieszkę, o dopuszczanie się „bluźnierstwa” za pomocą druków. W trakcie procesu na sali sądowej omówiono takie zagadnienia jak nieśmiertelność duszy, wieczne męki i czyściec. Proces zakończył się uniewinnieniem Jana Śmieszki.
Gdy w 1936 roku krótko po wprowadzeniu zakazu wydawania polskiej edycji „Złotego Wieku” (obecnie „Przebudźcie się!”) cofnięto debit pocztowy dla „Das Goldene Zeitalter” (niemieckiego wydania „Złotego Wieku”), sprowadzanie tego czasopisma stało się nielegalne. 18 października 1937 Łódzki Sąd Okręgowy pierwszej instancji skazał Wilhelma Scheidera, nadzorcę Biura Oddziału w Polsce na 18 miesięcy więzienia z powodu sprowadzenia trzech wydań niemieckiego czasopisma „Das Goldene Zeitalter” oraz przetłumaczenie na język polski i wydanie broszury pod nazwą „Klucze Nieba”. Na rozprawie apelacyjnej adwokat prosił o łagodniejszy wyrok w zawieszeniu, a Sąd Apelacyjny w Warszawie wydał wyrok uniewinniający i zarządził zwrot skonfiskowanych egzemplarzy czasopism, argumentując, że pismo to nie nosi charakteru lżenia i wyszydzania dogmatów i wierzeń chrześcijaństwa, lecz jest popartą cytatami z Pisma Świętego polemiką religijną.

### Okres II wojny światowej
W 1939 roku Wilhelm Scheider został aresztowany przez gestapo i osadzony wraz z wieloma innymi Świadkami Jehowy w obozie hitlerowskim. W latach 1939–1945 przebywał w różnych obozach.
W 1943 roku przebywał w grupie Świadków Jehowy w obozie koncentracyjnym Stutthof. W trakcie pobytu w KL Stutthof tłumaczył publikacje biblijne Świadków Jehowy z języka angielskiego na niemiecki, które sporadycznie udawało się tam przemycić, a później powielał je na matrycach. Poznał tam m.in. Feliksa Borysa. Kiedy zimą 1944 roku do Stutthofu zaczęły się zbliżać wojska radzieckie, Niemcy postanowili ewakuować więźniów w kierunku Słupska w marszu śmierci. Z obozu wyprowadzono około 1900 osób, wśród których było też około dziesięciu Świadków Jehowy. Scheider zachorował i osłabł już drugiego dnia podróży, która miała potrwać około dwóch tygodni. Od tego momentu był niesiony przez F. Borysa, gdyż zatrzymanie się w trakcie wędrówki oznaczało śmierć z ręki Niemców.
Po tygodniu, gdy w kolumnie więźniów zostało już tylko 800 osób, a więźniowie pokonali połowę drogi, kolumna zatrzymała się w obozie należącym do Hitlerjugend. Przebywali tam również więźniowie z innych obozów. Wtedy też Wilhelm Scheider dodatkowo zapadł na tyfus i został umieszczony wraz z pozostałymi chorymi w oddzielnym baraku. Natomiast pozostałych więźniów Niemcy postanowili przez Bałtyk przetransportować statkiem do Danii. W dniu wymarszu zdrowych więźniów obóz został oswobodzony, a chorzy więźniowie otrzymali pomoc.

### Okres powojenny
19 maja 1945 roku powrócił do Łodzi. Udało mu się przejąć w użytkowanie budynek przedwojennego biura położony przy ulicy Rzgowskiej 24. Powrócił do pełnienia obowiązków powierzonych mu przed wojną. W 1946 roku zwrócił się do Ministerstwa Sprawiedliwości w Warszawie w sprawie aktów przemocy, których ofiarami padali Świadkowie Jehowy. 22 kwietnia 1950 roku, dzień po rewizji przeprowadzonej w łódzkim biurze przez Urząd Bezpieczeństwa poszukujący dowodów na rzekomą szpiegowską działalność Świadków Jehowy na rzecz Stanów Zjednoczonych, Wilhelm Scheider wraz z innymi członkami zarządu krajowego został aresztowany.
2 lipca 1950 roku ogłoszono w prasie odmowę rejestracji Zrzeszenia Świadków Jehowy w Polsce przez Urząd do Spraw Wyznań. Arbitralnie orzeczono, że ten związek wyznaniowy został rozwiązany, a jego majątek skonfiskowano. Działalność Świadków Jehowy została więc prawnie zakazana. W okresie zakazu działalności Wilhelm Scheider był więziony w komunistycznych więzieniach w latach 1950–1956 oraz 1960–1964. Przesłuchiwano go bez przerwy przez osiem dni i nocy. Oficerowie śledczy brutalnym biciem usiłowali wymusić na nim przyznanie się do zarzucanych mu czynów: kierowania organizacją zajmującą się działalnością szpiegowską na rzecz wywiadu amerykańskiego. Gdy tylko tracił przytomność, był polewany zimną wodą. Morzono go głodem i nie dawano nic do picia. Był też zmuszony do klęczenia bez przerwy przez 72 godziny. Przez 24 dni był przetrzymywany w betonowym lochu nazywanym „psią budą”, w którym nie można było ani usiąść, ani się położyć, ani stanąć prosto. Aresztowano również jego żonę i córkę, i znęcano się również nad nimi. Mimo takiego traktowania nigdy nie przyznał się do zarzucanych mu czynów. Próbowano również zeznania obciążające Scheidera uzyskać od innych Świadków Jehowy więzionych w tamtym okresie.
W dniach od 16 do 22 marca 1951 roku przed Wojskowym Sądem Rejonowym przy ulicy Koszykowej 82 w Warszawie odbył się pokazowy proces za zamkniętymi drzwiami (bez publiczności). Na ławie oskarżonych znalazło się siedmiu Świadków Jehowy, wśród których był Wilhelm Scheider, trzech członków zarządu krajowego oraz trzech innych Świadków Jehowy. Urząd Bezpieczeństwa przedstawił własny, sfabrykowany „materiał dowodowy”, przedstawiono też zeznania wymuszone za pomocą tortur na dwóch innych Świadkach. Dla Scheidera, który w czasie wojny jako Świadek Jehowy był więziony w obozach koncentracyjnych, prokurator wojskowy mjr Jan Orliński (1908–1986) domagał się kary śmierci, zarzucając mu rzekomą współpracę z SS. Sąd jako nadzorcę kraju skazał go na dożywotnie więzienie. Scheider został osadzony w Zakładzie Karnym we Wronkach.
W styczniu 1956 roku, w trakcie pobytu w więzieniu, wniósł prośbę o rewizję procesu. W wyniku przemian politycznych został zwolniony w sierpniu 1956 roku. Po wznowieniu postępowania sądowego Sąd Najwyższy w roku 1958 uchylił wyroki z roku 1951 oraz wycofał zarzut o prowadzenie działalności szpiegowskiej i wywrotowej.
W roku 1958 Scheider odebrał taśmę z pozdrowieniami i pieśniami, nagranymi przez prześladowanych Świadków Jehowy w ZSRR, które zostały przemycone przez małżeństwo Świadków Jehowy z Polski, będące na wakacjach w Rosji. Po kilkukrotnej rewizji oraz ich przesłuchaniu przez służbę bezpieczeństwa i wojska ochrony pogranicza, nagranie dotarło do Nowego Jorku i zostało odtworzone na tamtejszym kongresie międzynarodowym pod hasłem „Wola Boża”.
Późnym wieczorem 16 kwietnia 1960 roku w podkrakowskim Giebułtowie ukrywającego się w domu współwyznawców Scheidera aresztowano. Ponownie był więziony w latach 1960–1964. Mimo przeżyć, które go spotkały, nigdy się nie załamał. Od roku 1928 aż do swojej śmierci w roku 1971, w tym również w okresach długoletniego więzienia, pełnił funkcję nadzorcy kraju.
Jego synowa, Zofia jest wolontariuszką w Biurze Oddziału Świadków Jehowy w Polsce w Nadarzynie.